# Anton Rohner
Joseph August Rohner OP genannt Anton Rohner (* 24. Februar 1871 in Au SG; † 4. November 1951 in Freiburg i. Üe.; heimatberechtigt in Au SG) war ein Schweizer Dominikaner und Philosoph.

## Leben
Rohner wurde als Sohn des Schneidermeisters, Gemeindeammann und Kantonsrat Gebhard Rohner (1836–1908) und der Anna Maria (geborene Zoller; 1835–1912) in Au SG geboren. Der Vater war Merceriehändler unter dem Namen Gebh. Rohner im Dorf.  Anton Rohner war nach der Promotion 1911 in Rom von 1919 bis 1921 ausserordentlicher Professor für Philosophie an der Université de Fribourg und dort von 1922 bis 1947 ordentlicher Professor. Von 1940 bis 1941 war er Rektor und von 1941 bis 1942 Vizerektor in Freiburg im Üechtland.
Sein Bruder Johann August 'Anselm' Rohner, OP (1868–1887) war Professor in Rom. Ein weiterer Bruder, Gebhard Rohner, Jr. (1866–1942), war als Domkustos in St. Gallen tätig. Rohner war ein Grossonkel von Albert Ziegler.

## Schriften (Auswahl)
- Die Gewissensfreiheit. Rektoratsrede zur feierlichen Eröffnung des Studienjahres am 15. Nov. 1940. Freiburg im Üechtland 1940, OCLC 885331850.